# Sloanea rojasiae
Sloanea rojasiae är en tvåhjärtbladig växtart som beskrevs av Vásquez. Sloanea rojasiae ingår i släktet Sloanea och familjen Elaeocarpaceae. Inga underarter finns listade i Catalogue of Life.